# كولي هندي
حِنَّوْر هندي أو كولي هندي (الاسم العلمي: Urocolius indicus) (بالإنجليزية: Red-faced Mousebird)‏ هو نوع من الطيور يتبع جنس الكولي السهمي من فصيلة الكوليات.